# Motocultor

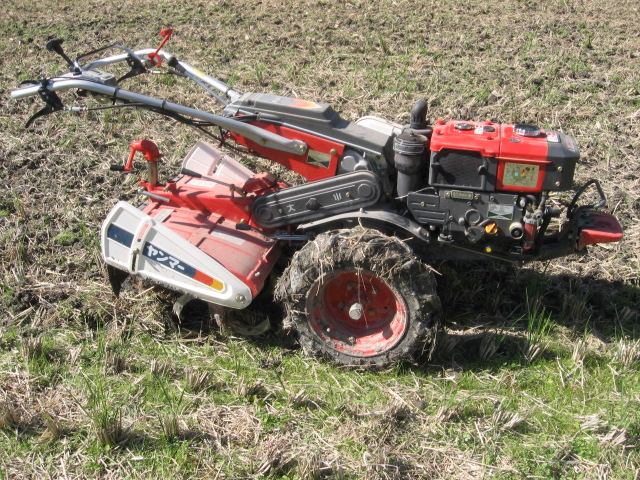
Motocultor

Un motocultor (cunoscut și sub alte denumiri ca: motosapă, motofreză, motocultivator sau tractor monoax de putere mică) este un utilaj agricol cu motor pentru prelucrarea terenului. Are un motor de mică putere (cu benzină sau motorină), două roți motoare pentru deplasare și este echipat cu un anumit număr de sape rotative (sau freze), care au sarcina de a răscoli solul sau de a efectua diverse procedee agricole, după caz. Motocultoarele profesionale si semiprofesionale pot oferi intre 60 si 100cm latime de sapare, uneori mai mult. 
Este utilizat în principal în horticultură, grădinărit, pomicultură și viticultură și este condus, de obicei, de un singur om care merge pe jos.

## Legături externe
- en Terminology and Definitions for Agricultural Tillage Implements Arhivat în 8 februarie 2012, la Wayback Machine.
- en Agricultural Machinery Management Data Arhivat în 8 februarie 2012, la Wayback Machine.
- en Field cultivator patent